# Scopula consecutaria
Scopula consecutaria là một loài bướm đêm trong họ Geometridae.